# Erythrus championi
Erythrus championi là một loài bọ cánh cứng trong họ Cerambycidae.